# Réserve naturelle régionale de la tourbière des Saisies - Beaufortain - Val d'Arly
La réserve naturelle régionale de la tourbière des Saisies - Beaufortain - Val d'Arly (RNR265) est une réserve naturelle régionale située en Auvergne-Rhône-Alpes. Classée en 2013, elle occupe une surface de 293 hectares et constitue la première RNR du département savoyard. C'est un espace naturel exceptionnel abritant une biodiversité fragile et remarquable. Elle constitue en particulier la plus grande tourbière acide de l'arc alpin.

## Localisation

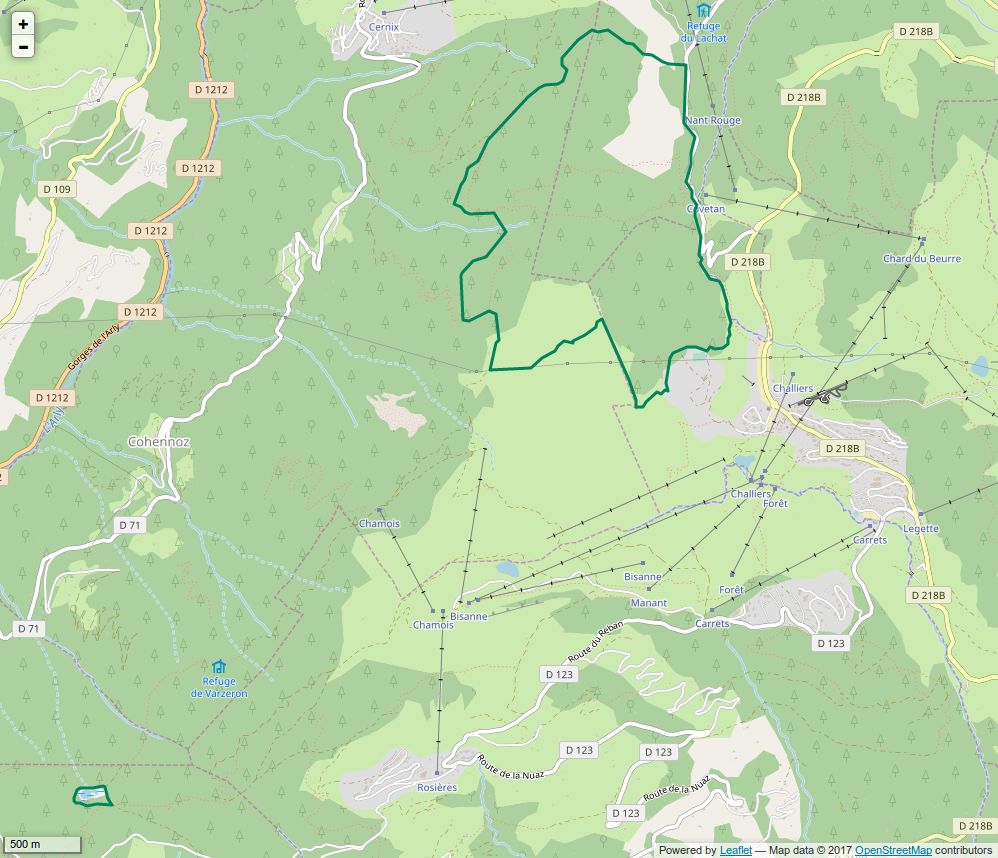
Périmètre de la réserve naturelle.

Située au nord du département de la Savoie, à cheval entre le massif du Beaufortain et le val d'Arly, la réserve naturelle s'étend sur les communes de Cohennoz, Crest-Voland, Hauteluce et Queige. Le territoire est formé de deux zones distinctes, la tourbière des Saisies proche du col homonyme d'une part et le petit lac des Saisies sur les hauts de Queige d'autre part.

## Histoire du site et de la réserve
Principales dates historiques sur le site :
- 1965 : Début de la station de ski de fond sur la tourbière des Saisies.
- 1975 : Le CETEGREF inscrit le site des tourbières des Saisies dans le pré-inventaire des richesses naturelles de Savoie.
- 1984 - 1985 : Études floristiques et faunistiques menées sur le site, montrant les richesses écologiques de la tourbière.
- 1989 : Arrêté préfectoral de protection de biotope sur la tourbière portant sur 288 ha, afin de protéger les milieux remarquables présents sur le site.
- 1992 : Le site de ski nordique accueille les épreuves de ski de fond et de biathlon lors des XVIè Jeux Olympiques d'hiver d'Albertville.
- 2006 : Le site Natura 2000 « Tourbière et lac des Saisies » est désigné comme Zone spéciale de conservation au titre de la Directive Habitat/Faune/Flore.
- 2013 : Classement en Réserve Naturelle Régionale[2].

## Écologie (biodiversité, intérêt écopaysager…)

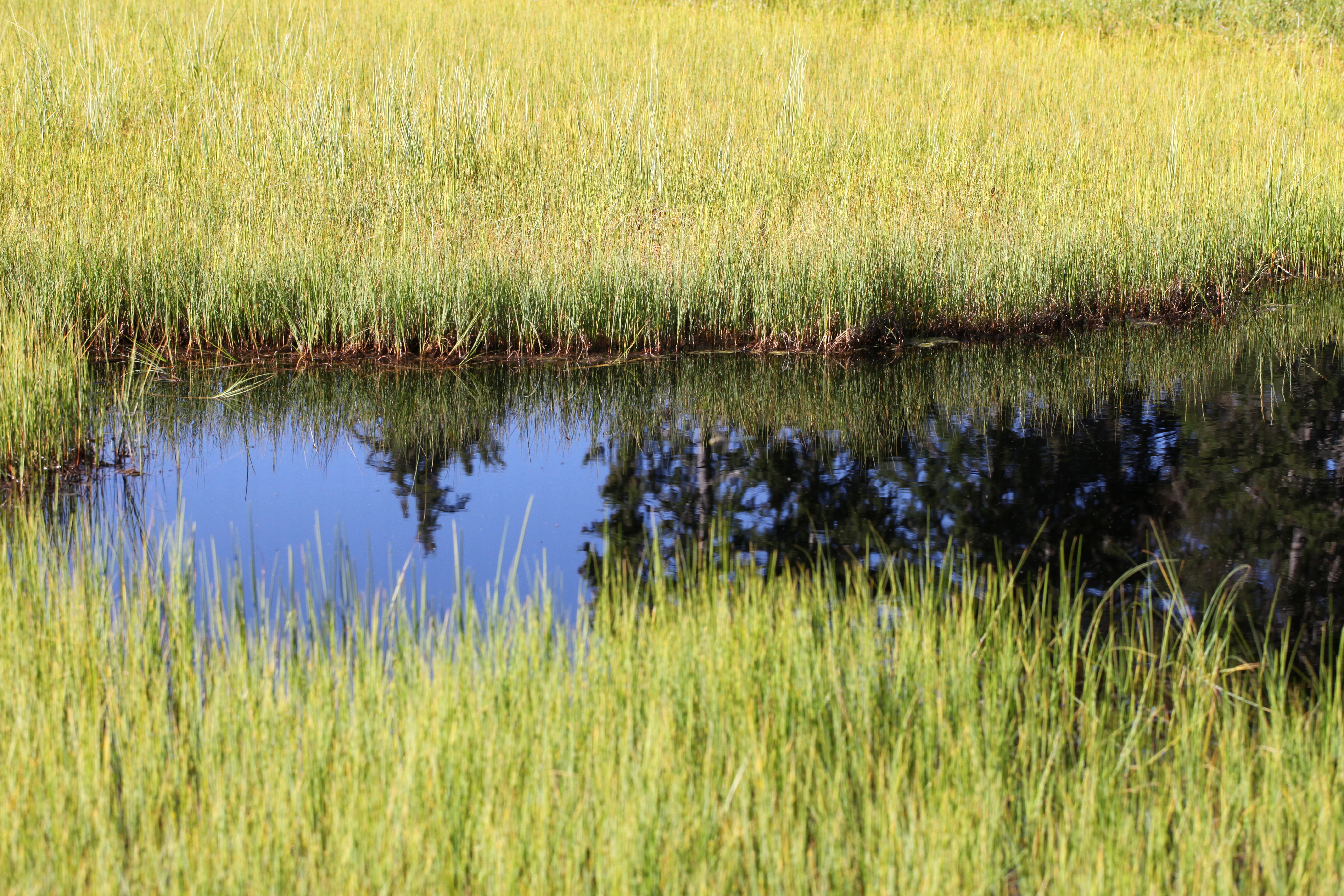
Zone humide au lac des Saisies.

Au cœur des 292,64 ha de la réserve se trouvent des milieux rares formant la plus grande tourbière acide d'altitude de l'arc alpin. Les espèces qui peuplent ces milieux uniques sont pour beaucoup des reliques glaciaires qui présentent des adaptations écologiques marquées aux milieux humides et à la vie en altitude, d'où le nom de "petite Laponie" attribué au site,.

### Climat
Le col des Saisies (1 650 m) subit un climat montagnard rude à influence océanique très arrosé, à fort et long enneigement, conditions qui favorisent la création et le maintien des tourbières.
La hauteur moyenne annuelle des précipitations est de 1 399 mm, et ce sont en moyenne 121,3 jours qui reçoivent au minimum 0,1 mm d'eau. La température annuelle moyenne est de 5 °C, avec des températures moyennes mensuelles minimales et maximales allant de −6,7 °C (Février) à 17,5 °C (Juillet). Chaque année, il y a 162 jours de gel.

### Géologie
Le soubassement géologique du site est principalement composé de roches métamorphiques hercyniennes et quaternaires, qui donnent un substrat peu perméable et acide.

### Habitats
18 habitats ont été identifiés sur la réserve, dont la majorité (95%) sont d'intérêt prioritaire ou communautaire à l'échelle européenne. Parmi ces habitats à valeur patrimoniale, on trouve les pelouses à Nard raide (Nardus stricta), les tourbières tremblantes à Carex limosa, ou encore les landes à Rhododendron ferrugineux (Rhododendron ferrugineum).
Le site abrite donc un ensemble important de milieux remarquables.

### Flore
Les quatre catégories floristiques étudiées (lichens, mousses, fougères et plantes à graines) totalisent 274 espèces différentes, la majorité étant des plantes à fleurs (226 espèces). Le site abrite ainsi 38 espèces végétales remarquables, avec des espèces rares comme la Trientale d'Europe (Trientalis europaea), le Lycopode des Alpes (Diphasiastrum alpinum), la Scheuzérie des marais (Scheuchzeria palustris), … 

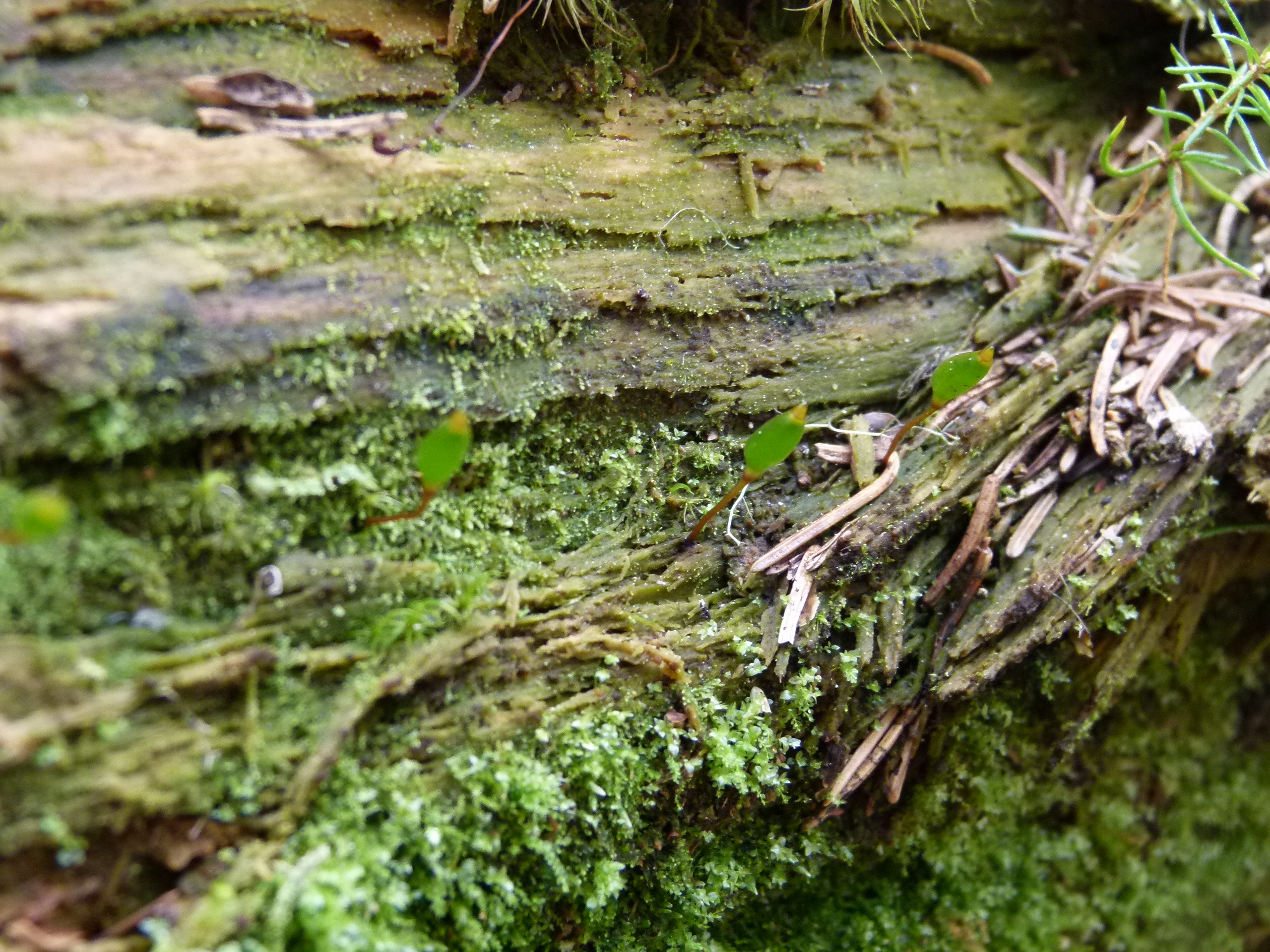
Buxbaumie verte

La tourbière comprend également une belle population de Buxbaumie verte (Buxbaumia viridis), petite mousse discrète se développant en surface du bois mort couché au sol et pourrissant, dans des sites ombragés et humides. Du fait de cette écologie restrictive, cette mousse est une excellente indicatrice des forêts montagnardes ayant conservé un fort degré de naturalité.

### Faune
92 espèces faunistiques ont été inventoriées sur le site. Les taxons regroupant le plus grand nombre d’espèces sont les lépidoptères (papillons), les oiseaux et les mammifères. Ces derniers comptent 20 espèces dont notamment le Loup (Canis lupus) et le Lynx (Lynx lynx).
L'avifaune compte 53 espèces qui sont toutes d'intérêt patrimonial et dont certaines sont protégées comme les petites chouettes de montagne : Chevêchette d'Europe (Glaucidium passerinum) et Chouette de Tengmalm (Aegolius funereus). Le Tétras lyre (Lyrurus tetrix), espèce emblématique de Rhône-Alpes, compte sur le site l'une des plus belles populations au niveau du territoire du Val d’Arly en saison hivernale. On rencontre également la Bécasse des bois, le Sizerin flammé et le Tarin des aulnes.
Trois espèces d’amphibiens (dont Grenouille rousse et Triton alpestre) et 2 de reptiles (Lézard vivipare et Vipère aspic) sont présentes sur la tourbière.
Les papillons sont assez nombreux sur le site avec 178 espèces, dont 3 ont une valeur patrimoniale : le Solitaire (Colias palaeno), le Nacré de la canneberge (Boloria aquilonaris) et l’Azuré de la canneberge (Agriades optilete).

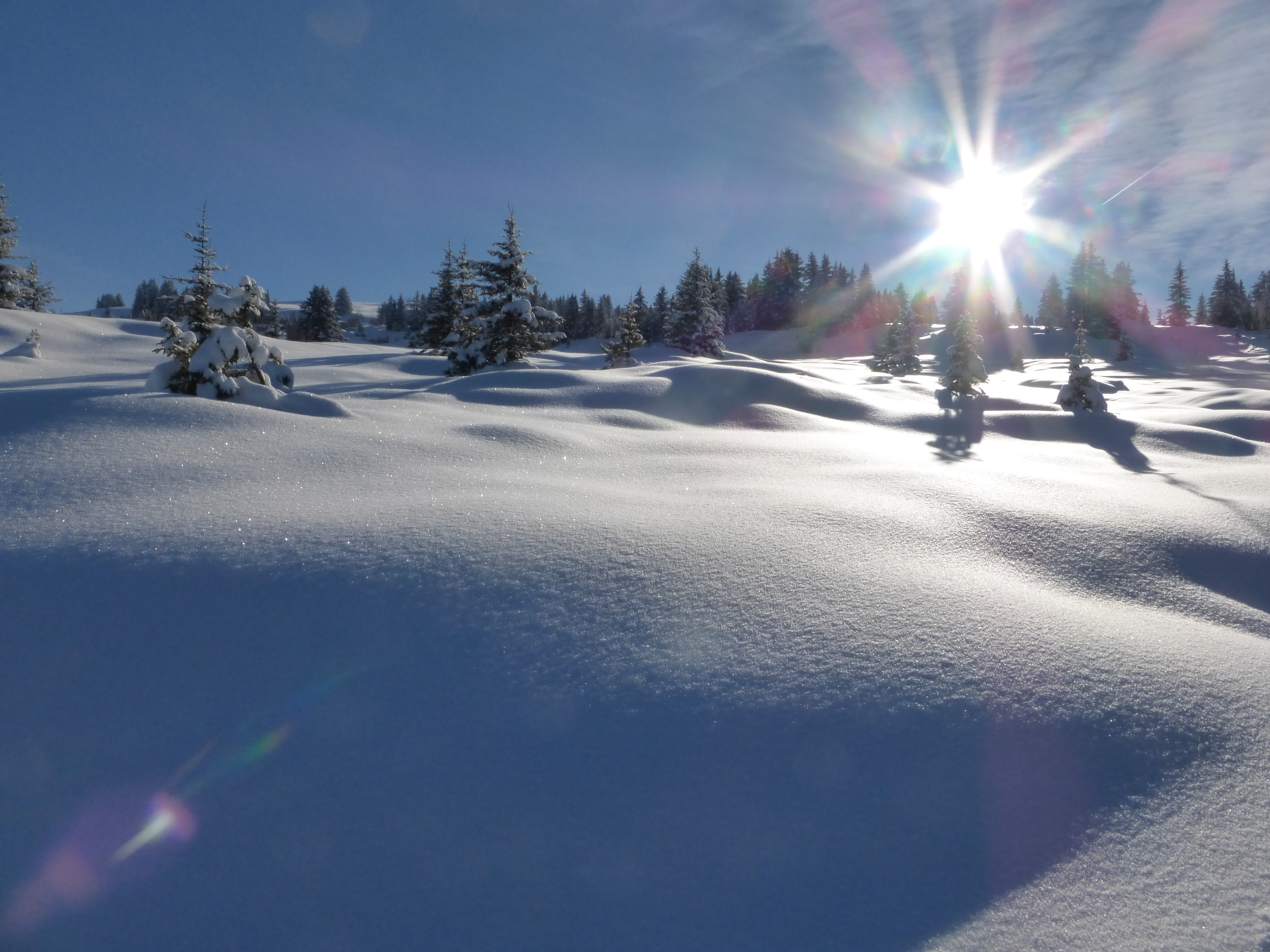
La tourbière en hiver.

12 espèces d’Odonates (libellules) ont aussi été recensées, dont la moitié sont inscrites sur des listes rouges nationale et/ou régionale. On trouve par exemple sur le site la Cordulie arctique.

## Intérêt touristique et pédagogique
Le principal intérêt touristique du site intervient en hiver, puisqu'il abrite une grande partie du domaine de ski nordique de la station des Saisies. Cependant la pénétration dans la réserve naturelle ne peut se faire que le long des pistes aménagées et exclut tout "hors piste".
En saison estivale, des visites guidées sont également proposées aux visiteurs pour leur faire découvrir le monde des tourbières.
Un sentier de découverte a été inauguré en 2015. D'une longueur de 1,8 km dont 600 m de platelage, il permet de visiter différents secteurs de la réserve naturelle.

## Administration, plan de gestion, règlement
Le site est en co-gestion entre le SIVOM des Saisies d'une part, et l'Office national des forêts d'autre part. Le premier plan de gestion est en cours de rédaction, et devrait être validé fin 2015.
Plusieurs activités traditionnelles continuent à s’exercer sur le site : chasse, pâturage, cueillette et gestion forestière principalement. Pour les activités touristiques estivales, la randonnée (pédestre et équestre), le VTT peuvent être pratiquées en utilisant exclusivement les itinéraires aménagés.
Les milieux et les espèces présents étant très sensibles, durant la saison hivernale seuls le ski de fond et le ski alpin sont autorisés à l’intérieur du périmètre de la réserve naturelle et en utilisant les pistes balisées. En particulier, la raquette à neige et la randonnée pédestre hivernale sont interdites.
Les impacts de ces différentes activités sont modérés, si bien sûr les pratiquants respectent la règlementation existante et les itinéraires balisés.

### Outils et statut juridique
La réserve naturelle a été créée par une délibération du Conseil régional du 11 juillet 2013 pour une durée de 10 ans reconductible.
La RNR s’intègre également dans d’autres zonages règlementaires :
- Arrêté préfectoral de protection de biotope « Zone humide des Saisie » ;
- ZSC Natura 2000 FR8201776 « Tourbière et lac des Saisies » ;
- Site inscrit SI 457 « Col des Saisies et ses abords » ;
- ZNIEFF de type 1 n°730080003 « Tourbière et lac des Saisies » ;
- ZNIEFF de type 1 n° 730080005 « Tourbière des Saisies » ;
- ZNIEFF de type 2 n° 7308 « Ensemble des zones humides du Nord du Beaufortain » ;
- Contrat de rivière « Arly et ses affluents ».